# イェトロ・ウィレムス
イェトロ・ウィレムス（Jetro Willems, 1994年3月30日 - ）は、オランダ・ロッテルダム出身のサッカー選手。CDカステリョン所属。ポジションはDF。ヴィレムスと表記されることもある。従兄弟のシェレル・フロラヌスもサッカー選手である。

## クラブ経歴
2010年にスパルタ・ロッテルダムでプロデビューを果たした。2011年8月31日、PSVアイントホーフェンに移籍した。3年契約を結んだPSVでは11月3日のUEFAヨーロッパリーグの出場がオランダ人で最も若い選手となり、12月にはマンチェスター・ユナイテッドFCを率いる名将アレックス・ファーガソンからネクスト・エヴラと称賛されるなど注目を集めた。特に攻撃センスと技術が定評を受けたが、2015-16シーズンは怪我のためシーズン前半を棒に振った。
2017年7月17日、バスティアン・オツィプカの代役を探していたアイントラハト・フランクフルトに移籍した。初シーズンはリーグ戦29試合に出場した。
2019年8月2日、ニューカッスル・ユナイテッドFCに1シーズンのレンタル移籍（買い取りオプション付き）で加入。
2021年8月25日、SpVggグロイター・フュルトと2年契約を結んだ。公式戦25試合に出場して1得点をあげるも、チームはこの年に2部リーグに降格してしまい、2022年9月1日に契約を解消した。
2023年2月23日、約半年間無所属だったがエールディビジのFCフローニンゲンにシーズン終了までの契約で加入した。
2023年6月14日、ヘラクレス・アルメロに移籍した。

## 代表歴
オランダ代表として2011年、UEFA U-17欧州選手権に出場し優勝に貢献した。
2012年5月26日、ブルガリア代表戦でA代表デビューした。

## タイトル
クラブ
PSVアイントホーフェン
- エールディヴィジ : 2014-15, 2015-16
- KNVBカップ : 2011-12
- ヨハン・クライフ・スハール : 2012, 2015, 2016

アイントラハト・フランクフルト
- DFBポカール : 2017-18

代表
- UEFA U-17欧州選手権 : 2011